# 명화용
명화용(明和蓉)은 1955년 4월 8일 전밀라와 함께 목사 안수를 받은 한국 개신교 최초의 여성 목사이다.

1951년 7월 경기도 의왕시 소재 부곡(감리)교회에 초대 교역자로 부임하여 목회 활동 중 목사 안수를 받았으며 은퇴할때까지 29년동안 목회를 하였다.